# Villiers-aux-Corneilles

Villiers-aux-Corneilles este o comună în departamentul Marne, Franța. În 2009 avea o populație de 88 de locuitori.